# Turanska nizina
Turanska nizina (kazaški: Тұран ойпаты, Тұран жазығы, ruski: Туранская низменность, Туранская равнина, uzbečki: Turon tekisligi, Turon pasttekisligi) velika je nizina koja se prostire na području Kazahstana, Turkmenistana i Uzbekistana. 

## Zemljopis
Duljina Turanske nizine iznosi oko dvije tisuće kilometara. Turanska se nizina preko Turgajske doline povezuje sa Zapadnosibirskome nizinom. Sir-Darja unutar Kazahstana dijeli Turansku nizinu na sjeverni i južni dio. Ustjurt i druge visoravni izmjenjuju se s relativnima nizinama, od kojih se pojedine nalaze ispod razine mora, poput Karagije koja se nalazi na nadmorskoj visini od -132 metara. Veliki dio nizina zauzimaju pustinje Karakum, Kizilkum, Mujunkum i dr; visine na Turanskoj nizini dostižu visine do 922 metara.
Klima Turanske nizine je kontinentalna i pustinjske. Na jugu Turanske nizine prisutna su suptropska područja. Prevladava pelinsko-solnjačka, psamofilna i efemerna pustinjska vegetacija. Od tla prisutna su sivo-smeđa, niskokarbonatna, karbonatna, svijetla i obična siva tla.
U sjevernoj polovici karakteristične su glinaste, pješčane, stjenovite pustinje, mjestimično solončaci i takiri, a u južnoj polovici šumsko-glinaste, pješćane, stjenovitepustinje, solončaci i takiri.  
Poljoprivreda se razvila umjetnim navodnjavanjem. Nizina se također koristi kao pašnjak. Pronađena su nalazišta nafte i zemnoga plina.
Turanska nizina nastala je na ploči epipaleozoičke platforme. U njenima početcima prevladavale su hercinske strukture, među kojima su predbajkalski i bajkalski masivi. Između zapadnoga dijela Sarijarke i struktura sjevernoga dijela Tanšana nalaze se zakopane kaledonske stijene. Turanska ploča dijeli se na dva dijela – Sjevernoturanska ploča i Južnoturanska ploča, koje se odnose na dva naborana pojasa, Uralsko-tanšanskome i Sredozemnome. 
U pliocenu i pleistocenu, područje suvremene Turanske nizine nalazilo se na dnu velikoga Turanskoga mora koje je u nekima razdobljima bilo povezano sa Zapadnosibirskim jezerom, Crnim i Sjevernodvinskim morem. Razdvajanje Turanskoga mora na suvremeno Kaspijsko jezero i Aralsko more dogodilo se prije dvije ili tri tisuće godina.

## Granice
- Na sjeveru – Turgajska visoravan
- Na sjeveroistoku – Sarijarka
- Na istoku – Odjeljena od pustinja uz porječja Balhaškoga jezera i Alakola zbog povišenoga istočnoga ruba Betpak-Dale i Ču-ilijskih planina
- Na jugoistoku – Tanšan i Pamir-Alaj
- Na jugu – Kopet-Dag i predgorja Paropamisusa
- na jugozapadu – istočna obala Kaspijskoga jezera
- Na sjeverozapadu – južne izbočine i istočno podnožje Mugodžarija

## Vanjske poveznice
- Turanska nizina Hrvatska enciklopedija
- Туранская низменность, Enciklopedijski rječnik Brockhausa i Efrona
- Туранская низменность, Velika sovjetska enciklopedija
- ТУРА́НСКАЯ НИ́ЗМЕННОСТЬ  Arhivirana inačica izvorne stranice od 19. rujna 2020. (Wayback Machine), Velika ruska enciklopedija
- Туранская равнина.
- Туранская Равнина Витченко А. Н. Физическая география СНГ (Азиатская часть).  Arhivirana inačica izvorne stranice od 19. travnja 2017. (Wayback Machine)